# Irrigon
Irrigon est une municipalité américaine située dans le comté de Morrow en Oregon. Lors du recensement de 2010, sa population est de 1 826 habitants.
Selon le Bureau du recensement des États-Unis, la municipalité s'étend en 2010 sur une superficie de 1,44 mille carré (3,73 km2), dont 0,15 mille carré (0,39 km2) d'étendues d'eau. Elle est située sur les rives du fleuve Columbia.
Irrigon devient une municipalité le 28 février 1957. Elle doit son nom à sa situation centrale au sein d'un district d'irrigation.